# Trzeszczany Pierwsze
Trzeszczany Pierwsze (po roku 1999 Trzeszczany) – wieś w Polsce położona w województwie lubelskim, w powiecie hrubieszowskim, w gminie Trzeszczany.
W latach 1975–1998 miejscowość administracyjnie należała do województwa zamojskiego. 
Trzeszczany są sołectwem, siedzibą gminy Trzeszczany. Według Narodowego Spisu Powszechnego (III 2011 r.) liczyła 928 mieszkańców i była drugą co do wielkości miejscowością gminy Trzeszczany.
Wieś jest siedzibą rzymskokatolickiej parafii Trójcy Przenajświętszej i Narodzenia Najświętszej Maryi Panny.

## Zabytki

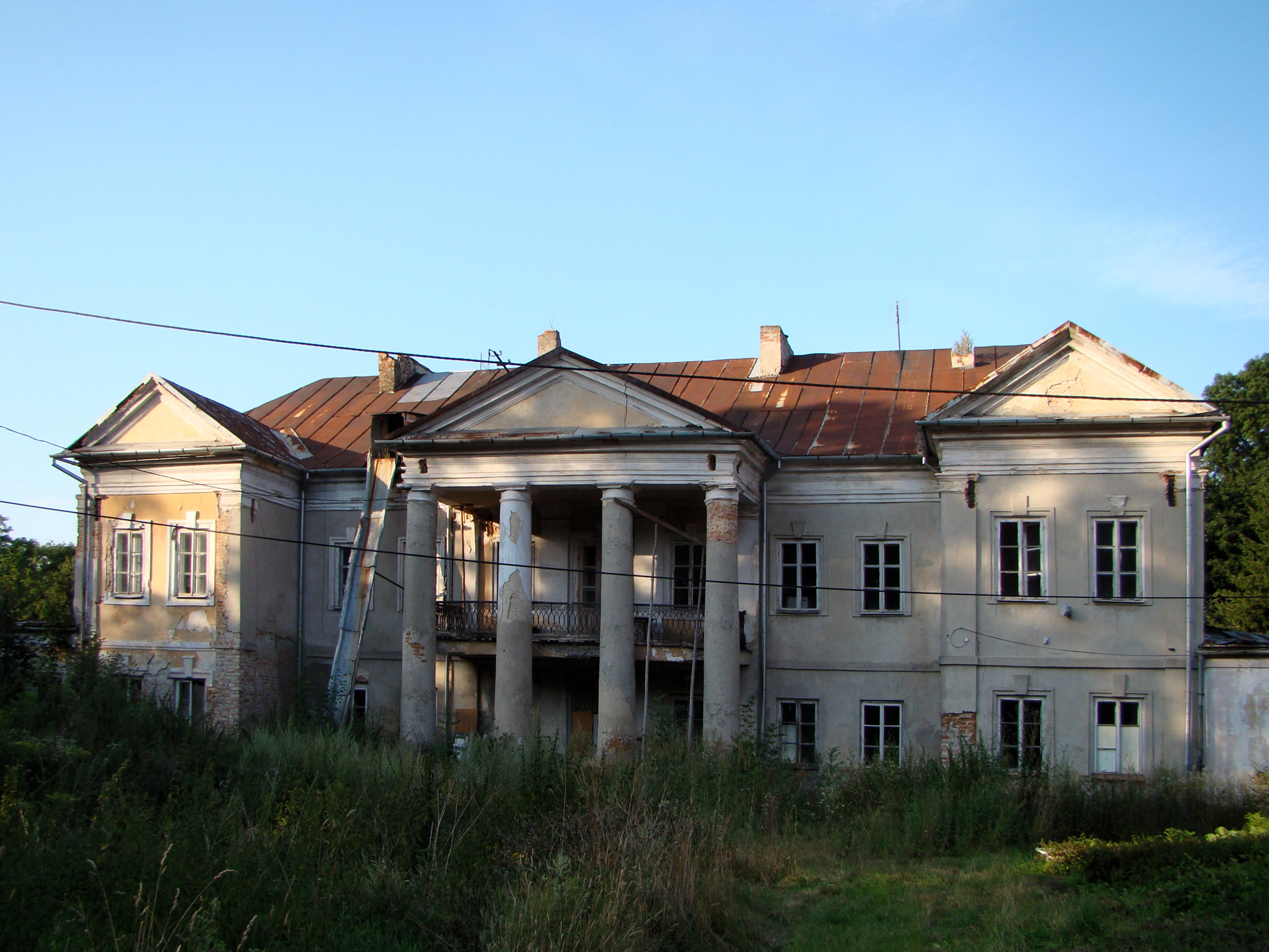
Pałac Bielskich

Znajduje się tutaj neogotycki kościół pochodzący z początku XX wieku, a także kompleks pałacowo-parkowy dziedziców Bielskich, cmentarz z zabytkowymi grobami (najstarszy pomnik pochodzi z 1765 r.).

## Edukacja
W Trzeszczanach znajduje się Szkoła Podstawowa im. Cypriana Kamila Norwida, mieści się w budynku, który został oddany do użytkowania w 2000 r.

## Sport
Do 1995 roku w Trzeszczanach funkcjonował Ludowy Zespół Sportowy „Płomień” Trzeszczany – amatorski klub piłkarski, założony w 1980 roku. „Płomień” rozgrywał mecze na Stadionie w Trzeszczanach. W 1995 roku „Płomień” Trzeszczany i LZS „Spartan” Nieledew (klasa okręgowa) połączyły się tworząc klub GLKS Płomień/Spartan Nieledew.